# Пайка
Па́йка — технологический метод сборки изделий, а также технологический процесс с образованием неразъёмного соединения различных материалов (металлов или их сплавов) путём введения между этими материалами расплавленного другого материала — припоя, который имеет более низкую температуру плавления, чем соединяемые материалы.
Спаиваемые элементы деталей, а также припой и флюс вводятся в соприкосновение и подвергаются нагреву с температурой выше температуры плавления припоя, но ниже температуры плавления спаиваемых деталей. В результате припой переходит в жидкое состояние и смачивает поверхности деталей. После этого нагрев прекращается, и припой переходит в твёрдую фазу, образуя соединение.
Прочность соединения во многом зависит от смачиваемости припоем соединяемых поверхностей. При пайке металлов качество смачивания обычно зависит от чистоты поверхности — на ней не должно быть окислов металлов или органических жиров и масел. Для удаления загрязнений, понижения поверхностного натяжения и улучшения растекания припоя применяют флюсы или ультразвуковые методы активации поверхности. При пайке неметаллических поверхностей (керамики, стекла) или легкоплавкими припоями химические флюсы не помогают смачиванию, поэтому применяют ультразвуковую активацию поверхности.
Пайка может производится различным технологическим оборудованием: паяльной лампой, паяльником или паяльной установкой, оплавлением припоя в конвекционной печи.

## Стандартные определения пайки
1. Образование неразъёмного соединения с межатомными связями путём нагрева соединяемых материалов ниже температуры их плавления, их смачивания припоем, затекания припоя в зазор и последующей его кристаллизации.[Стандарты 1]
2. Процесс соединения деталей, при котором используют дополнительный расплавленный материал (припой) с температурой ликвидус ниже чем температура солидус основного (-ых) материала (-ов), который смачивает поверхности нагретого (-ых) основного (-ых) материала (-ов) и заполняет узкий зазор между соединяемыми деталями.[Стандарты 2]

## Разновидности
Пайка бывает:
- низкотемпературная (нагрев припоя до 450 °C);
- высокотемпературная (нагрев припоя свыше 450 °C).

Соответственно — припои бывают:
- легкоплавкие;
- тугоплавкие.

Для низкотемпературной пайки используют, в основном, электрический нагрев, для высокотемпературной — в основном, нагрев горелкой.
В качестве припоя используют сплавы
- оловянно-свинцовые (Sn — 90 %, Pb — 10 %, t° пл. 220 °C);
- медно-серебряные (Ag — 72 %, Cu — 28 %, t° пл. 779 °C);
- медно-цинковые (Cu — 48 %, Zn — 52 %, t° пл. 865 °C);
- галлиевые (t° пл. ~50°С);
- висмутовые (сплав Вуда с t° пл. 70 °C, сплав Розе с t° пл. 96 °C)
- и т. д.

Пайка является высокопроизводительным процессом, обеспечивает надёжное электрическое соединение, позволяет соединять разнородные материалы (в различной комбинации металлы и неметаллы), отсутствие значительных температурных короблений (по сравнению со сваркой). Паяные соединения допускают многократное разъединение и соединение соединяемых деталей (в отличие от сварки). К недостаткам можно отнести относительно невысокую механическую прочность.
Исходя из физико-химической природы процесса, пайку можно определить следующим образом.
Процесс соединения металлов в твёрдом состоянии путём введения в зазор припоя, взаимодействующего с основным металлом и образующего жидкую металлическую прослойку, кристаллизация которой приводит к образованию паяного шва. На границе между припоем и основным металлом образуются переходные слои, состоящие из продуктов их взаимодействия — твёрдых растворов и интерметаллидов. Они обеспечивают адгезию между припоем и основным металлом, однако слишком толстые слои интерметаллидов проявляют хрупкость и приводят к разрушению пайки.
Виды пайки:
- капиллярная (смачивание деталей и затекание припоя в зазор между ними происходит за счёт капиллярных сил):
  - горизонтальная;
  - вертикальная;
- диффузионная (пайка происходит при температуре выше точки плавления припоя за счёт взаимной диффузии припоя и основного металла):
  - атомно-диффузионная;
  - реакционно-диффузионная;
- контактно-реакционная или контактно-реактивная:
  - с образованием эвтектики;
  - с образованием твёрдого раствора;
- реакционно-флюсовая или реактивно-флюсовая (во время нагрева припой образуется за счёт реакции металла и флюса):
  - без припоя;
  - с припоем;
- пайка-сварка:
  - без оплавления;
  - с оплавлением.

Анализируя сущность физико-химических процессов, протекающих на границе основной металл — расплав припоя (при формировании соединения в существующих видах пайки), можно видеть, что различия между капиллярной пайкой, диффузионной пайкой и пайкой-сваркой не носят принципиального характера. Капиллярность является общим признаком пайки.
Отличительным признаком диффузионной пайки является длительная выдержка при температуре пайки и изотермическая кристаллизация металла шва в процессе пайки. Других характерных признаков этот метод не имеет, основное назначение его — повысить температуру распая шва и прочность паяного соединения. Диффузионная пайка может быть развитием любого вида пайки, в том числе капиллярной, реакционно-флюсовой или контактно-реакционной. В последнем случае диффузионная пайка возможна, если второй металл взаимодействующей пары вводится в виде прослойки между соединяемыми металлами.
При реакционно-флюсовой пайке происходит совмещение процессов вытеснения из флюса металла, служащего припоем, и его взаимодействия с основным металлом.
Наконец, пайка-сварка отличается от других методов пайки количеством вводимого припоя и характером формирования шва, делающим этот метод пайки похожим на сварку плавлением. При соединении разнородных металлов при пайке-сварке возможно оплавление кромки одной из деталей, изготовленной из более легкоплавкого металла.

## Стандарты
- ГОСТ 17325-79 «Пайка и лужение. Основные термины и определения»

## Виды пайки
- Низкотемпературная пайка:
  - пайка с применением электрического паяльника:
    - ручная;
    - полуавтоматическая;

  - пайка волной жидкого припоя;
  - пайка погружением в ванну с расплавленным припоем;

и другие.
- Высокотемпературная пайка[англ.]:
  - пайка нагревом с помощью газовых горелок;
  - пайка нагревом токами высокой частоты;
  - экзотермическая пайка;

и другие.

### Технология пайки оловянно-свинцовым припоем
Для соединения металлических деталей пайкой их необходимо облудить, соединить и нагреть, возможно, вводя в место пайки ещё припоя. Следующие простые рекомендации помогут достичь высокого качества пайки.
- Хорошо поддаются пайке оловянно-свинцовыми припоями следующие металлы (в порядке ухудшения):
  - Драгоценные металлы (золото, серебро, палладий и т. д., а также их сплавы)
  - Медь
  - Никель, латунь, бронза
- Плохо поддаются пайке оловянно-свинцовыми припоями следующие металлы (в порядке ухудшения):
  - Железо, сталь
  - Чугун
  - Алюминий
- Детали, подлежащие пайке, следует зачистить до металла (удалить защитные покрытия, грязь, окислы). Драгоценные металлы не покрываются окислами (кроме серебра, которое может со временем чернеть).
- Для пайки электронных компонентов следует использовать выпускаемый промышленностью оловянно-свинцовый припой с содержанием олова около 61 %, если не указано иное в технологической карте. Припой с таким содержанием олова обладает наименьшей температурой плавления (190°), наименьшей прочностью.
- Для пайки электронных компонентов следует использовать флюсы, не вызывающие коррозию и не обладающие электропроводностью. Такие флюсы имеют надпись коррозионно-пассивен и/или не требует отмывки. Хорошо себя зарекомендовали флюсы в виде геля на канифольной основе.
- Активные флюсы (с содержанием кислот и других вызывающих коррозию веществ), например, хлористый цинк, не используются для пайки электронных компонентов и проводов, поскольку флюс остаётся в порах припоя, проникает в материал платы, под изоляцию провода и его невозможно полностью удалить при отмывке.
- Лужение. На зачищенное место пайки наносится тонкий слой флюса. Затем место пайки приводится в соприкосновение с расплавленным припоем (например, касанием облуженного горячего паяльника или погружением в расплавленный припой). Если все сделано правильно, то деталь в месте контакта с припоем смачивается им. После охлаждения слой застывшего припоя должен быть блестящим, сплошным и ровным.
- Залуженные детали фиксируются в необходимом положении и прогреваются паяльником. При необходимости в место нагрева вводится дополнительное количество припоя. Припой вводится в виде капли на жале паяльника или припойной проволокой, желательно, с каналом, заполненным флюсом. В изделиях высокой надёжности, как правило, залуженные провода перед пайкой ещё и скручиваются («должно держаться без припоя»).
- Качественная пайка получается только в том случае, когда место пайки прогрето до температуры, превышающей температуру плавления припоя. Если спаиваемые поверхности холодные, припой в контакте с ними затвердевает и смачивания им не происходит, или происходит в нескольких точках, обеспечивая прилипание капли припоя. Такая «ложная» или «холодная» пайка непрочна и ненадёжна, нередко приводит к труднодиагностируемым «плавающим» отказам аппаратуры.
- Спаиваемые поверхности должны быть неподвижны до полного отвердения припоя. Даже небольшое движение деталей друг относительно друга в момент кристаллизации припоя может очень существенно снизить прочность соединения.
- При необходимости флюс удаляется растворителем.

### Бессвинцовые технологии
27 января 2003 года введена в действие директива 2002/96/ЕС Европейского парламента и Совета по отходам электрического и электронного оборудования (WEEE). Современная радиоэлектронная промышленность встала перед фактом организации сбора и удаления отходов, имеющих в своём составе тяжёлые металлы и огнезащитные составы. Для успешного решения этой проблемы одним из необходимых условий является переход на бессвинцовые технологии изготовления электронного оборудования — технологии с применением материалов, не содержащих свинца.
Также эффективным способом защиты является использование дымоуловителя.

### Технология пайки без припоя
Например при пайке меди и титана припой не применяется, а используется явление контактного плавления. Суть явления в том, что температура плавления сплава Cu-Ti ниже температуры плавления каждого металла в отдельности. Температура плавления меди — 1083 °C, а титана — 1725 °C. Если образцы из Cu и Ti плотно соединить и нагревать, то при температуре около 900 °C зазор между ними заполнится за счёт плавления места контакта (диффузионная пайка).

### Ультразвуковая активация
Кавитационные и капиллярные эффекты ультразвука могут решать те же задачи, что и флюс. То есть очистить спаиваемые поверхности от загрязнений и обеспечить смачивание поверхности припоем. При этом ультразвук может обеспечить смачиваемость традиционно несмачиваемых припоями поверхностей. Например, алюминия, керамики и стекла. При пайке или лужении металлов ультразвуковая активация помогает обойтись без флюса или провести пайку при низкой температуре, когда традиционные флюсы неэффективны.

## Комментарии
1. ↑  ГОСТ 17325-79 «Пайка и лужение. Основные термины и определения»
2. ↑  ГОСТ Р ИСО 857-2—2009 «Сварка и родственные процессы. Словарь. Часть 2. Процессы пайки. Термины и определения»